# Chapelle Saint-Moirans de Chastel-Arnaud
La chapelle Saint-Moirans est une chapelle catholique située à Chastel-Arnaud dans la Drôme, en France.

## Description
La chapelle est située à Saint-Moirans, un hameau de Chastel-Arnaud, une commune rurale du centre de la Drôme, dans le massif du Diois. Il s'agit d'un édifice d'architecture romane au plan rectangulaire simple, constitué d'une unique nef se terminant par un chevet polygonal. Le portail se situe sur la façade occidentale, laquelle comporte également une baie munie d'un vitrail. Quatre autres baies, plus petites, sont percées sur le chevet.
Le toit de la chapelle est couvert de tuiles ; un petit clocher au plan carré s'élève au-dessus du l'entrée, comportant une arche sur chacun de ses côtés. Un petit cimetière s'étend sur l'un des côtés de la chapelle.

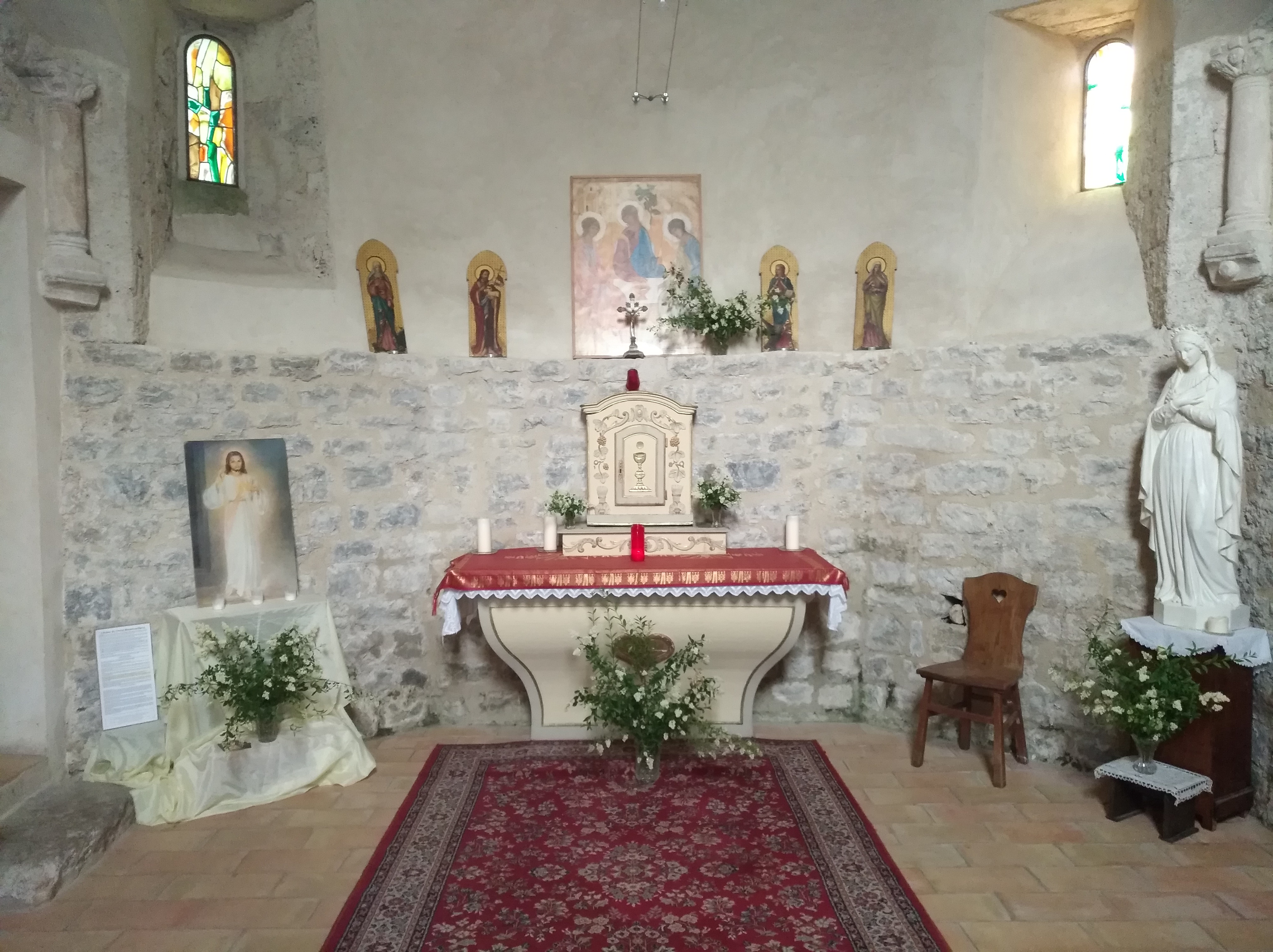
Vue générale de l'intérieur de la chapelle

## Historique
La construction de la chapelle actuelle remonterait au moins au XIIe siècle et aurait remplacé un édifice plus ancien,. Elle est fortement endommagée pendant les guerres de Religion et en grande partie reconstruite à l'époque contemporaine.